# アシシロハゼ
アシシロハゼ（学名：Acanthogobius lactipes）は、汽水域から内湾に生息するハゼの一種。ゴマハゼやツシマハゼとも呼ばれる。マハゼやミナミアシシロハゼによく似ている。フランツ・ヒルゲンドルフによって新種記載された。

## 分布と生息地
オホーツク海、日本海、瀬戸内海、伊豆諸島を除く大隅半島以北の太平洋、渤海、黄海、南西諸島を除く東シナ海に分布し、汽水域から内湾に生息する。霞ヶ浦のような淡水湖や河川の下流でも見られることがある。砂底や砂礫底を好む。

## 形態
全長8-10cm。マハゼは18cmほどになり、頭や鱗が比較的大きいことで見分けられる。鰓蓋と頬には鱗がない。ミナミアシシロハゼと異なり、オスの第1背鰭の棘は糸状に伸び、メスの第1背鰭には黒色斑を有する。成熟すると白色の横帯が腹側に複数現れる。臀鰭条数は9-10、背鰭条数は10-11、胸鰭条数は18-19、縦列鱗数は34-37。

## 生態
小型の甲殻類などの底生動物や藻類を食す雑食性。繁殖期は5-9月で、汽水域の石や貝殻の下面にオスが巣を作り、そこに卵が産みつけられる。卵はオスによって保護される。

## 利用
佃煮の材料として利用されている。